# Бориспіль (авіабаза)
Авіабаза Бориспіль — військова база Повітряних сил України, розташована біля аеропорту «Бориспіль». На базі базується 15 транспортна авіабригада, відома як «Блакитна стежа», а також літаки керівного апарату Міністерства оборони України. Фактично являє собою лише стоянку для авіапарку та обслуговуючу частину.

## Історія
Сама база діє досить давно, оскільки сучасний міжнародний аеропорт «Бориспіль» було побудовано саме на основі військового аеродрому під Борисполем.
На початковому етапі Холодної війни на авіабазі базувалися перші радянські реактивні винищувачі, які згодом було передислоковано.
Сучасна ескадрилья «Блакитна стежа» була створена 26 жовтня 1992 року, а її назва походить ще з 20-х років минулого століття, коли в Україні діяв сторожовий ескадрон з такою самою назвою.

## Авіапарк бази
- Мі-8 — вертольоти;
- Ан-30 — літаки-розвідники;
- Ан-26 — транспортні літаки;
- Ан-24 — транспортні літаки;
- Ту-134 — пасажирські літаки. Один спеціалізований для VIP перевезень Міністра оборони (у неробочому стані, але відновлений на період особливого стану в Україні).

## Місії та діяльність
Розвідники Ан-30Б з авіабази здійснюють регулярні міжнародні місії, зокрема до Туреччини, де за договором «Відкрите небо» здійснюють аерофотозйомку. Також відомо про польоти Ан-30Б до Бельгії та США.
Оскільки злітно-посадкова смуга аеропорту «Бориспіль» здатна приймати літаки усіх типів та розмірів, на авіабазу неодноразово приземлялися військово-транспортні літаки Повітряних сил України Іл-76, що виконували різноманітні військові та гуманітарні місії.